# رايفورد
رايفورد (بالإنجليزية: Raiford)‏ هي مدينة أمريكية تقع في ولاية فلوريدا. تبلغ مساحة هذه المدينة 1.4 (كم²)،ويبلغ عدد سكانها 187 نسمة حسب إحصاء سنة 2010 م 187.تشير إحصاءات سنة 2000م بأن الكثافة السكانية في هذه المدينة تقدر بـ(133.6) نسمة/كم2 